# Claudio Maria Celli
Claudio Maria Celli (Rímini, 20 de julio de 1941) es un prelado italiano de la Iglesia católica, arzobispo titular de Cluentum. Se desempeñó como Presidente del Consejo Pontificio para las Comunicaciones Sociales, ahora transformado por el Papa Francisco en Secretaría para las Comunicaciones, que incluye todos los medios de comunicación vaticanos.

## Biografía

### Sacerdocio
El 19 de marzo de 1965 es ordenado sacerdote, al mismo tiempo, se graduó de Doctor en Teología y Derecho Canónico.
En 1970 se incorporó a la diplomacia de la Santa Sede a través de la Nunciatura Apostólica en Honduras, Filipinas y Argentina. También obtuvo la cátedra de Diplomacia Eclesiástica en la Facultad de Derecho de la Pontificia Universidad Lateranense.
En 1990 se convirtió en secretario para las Relaciones con los Estados de la Secretaría de Estado de la Santa Sede durante cinco años. 

### Episcopado
El 16 de diciembre de 1995 fue nombrado Arzobispo titular de Civitanova y secretario de la Administración del Patrimonio de la Sede Apostólica, y un poco más tarde - 6 de enero de 1996 - fue ordenado obispo por el Papa Juan Pablo II.
Junto con Yossi Beilin, viceministro de Relaciones Exteriores de Israel, firmado 30 de diciembre de 1993 en Jerusalén el primer acuerdo - el llamado Acuerdo Fundamental - entre la Santa Sede y el Estado de Israel.
Un experto en relaciones internacionales, ha estado trabajando durante mucho tiempo las relaciones con la República Popular de China y Vietnam, por la que también participó en varias de las delegaciones enviadas a Oriente. En este sentido, ha promovido la traducción de muchos textos del Papa al chino, marcando el comienzo de una versión del sitio papal en este idioma.
En 2003 escribió el prefacio del libro "Historia de un Alma", publicado por Piemme, dedicado a la memoria de la santa carmelita Teresa de Lisieux. En agosto de 2006 y con motivo de la celebración de las reliquias de la santa en la Parroquia de Santa Giustina en Rimini, participó en las celebraciones eucarísticas en su honor.
El 27 de junio de 2007 fue nombrado por el Papa Benedicto XVI, el presidente del Consejo Pontificio para las Comunicaciones Sociales y el presidente de la Filmoteca Vaticana.
El 26 de mayo de 2009 fue nombrado por el Papa Benedicto XVI el presidente de la Junta de Directores del Centro Televisivo Vaticano.
Durante el pontificado de Francisco, participó del Sínodo extraordinario de obispos sobre la familia de 2014, y de la XIV Asamblea General Ordinaria del sínodo de obispos en 2015.
Claudio María Celli, es enviado a finales de octubre de 2016 por el vaticano como mediador del conflicto en Venezuela, logrando que el gobierno y la oposición se sienten en una mesa de diálogo.
El 29 de julio de 2014 fue nombrado miembro de la Congregación para la Evangelización de los Pueblos.
El 11 de octubre de 2016 fue confirmado como miembro de la Congregación para las Causas de los Santos usque ad octogesimum annum.
El 16 de diciembre de 2018 fue confirmado como miembro de la Congregación para los Obispos usque ad octogesimum annum.
El 13 de octubre de 2020 fue confirmado como miembro de la Congregación para la Evangelización de los Pueblos usque ad octogesimum annum.
El 7 de marzo de 2023 fue nombrado miembro de la Sección para la primera evangelización y las nuevas iglesias particulares del Dicasterio para la Evangelización, ad biennium.
Es Asistente Internacional de la Fundación Centesimus Annus Pro Pontifice.